# ماکروفاژ مرتبط با تومور
ماکروفاژهای مرتبط با تومور (TAMs) (به انگلیسی: Tumor-associated macrophage) یک کلاس از سلول‌های ایمنی بدن هستند که به تعداد بسیار زیادی در ریزمحیط‌های تومورهای جامد وجود دارند. آنها به شدت درگیر التهاب مرتبط با سرطان هستند. ماکروفاژها از مونوسیت‌های خونی مشتق از مغز استخوان (ماکروفاژهای مشتق از مونوسیت) یا پروژنیتورهای کیسه زرده (ماکروفاژهای ساکن بافت) منشأ می‌گیرند، اما منشأ دقیق TAMها در تومورهای انسانی هنوز روشن نیست. ترکیب ماکروفاژهای مشتق از مونوسیت‌ها و ماکروفاژهای مقیم بافت در ریزمحیط تومور بستگی به نوع تومور، مرحله، اندازه و محل آن دارد.

## عملکرد
اکثر مطالعات نشان می‌دهند که TAMها دارای فنوتیپ تقویت کننده تومور هستند. TAM بیشتر جنبه‌های بیولوژی سلول تومور و پدیده‌های پاتولوژیکی را از جمله تکثیر سلولی تومور، آنژیوژنز تومور، تهاجم و متاستاز، سرکوب سیستم ایمنی و مقاومت به دارو را تحت تأثیر قرار می‌دهند.

## زیرگروه‌ها
TAMها معمولاً به دو دسته تقسیم می‌شوند:M1 و M2. که M1 ماکروفاژها، ماکروفاژهایی هستند که توسط اینترفرون گاما همراه با لیپوپلی ساکارید (LPS) یا TNF فعال می‌شوند، در حالی که M2 به ماکروفاژهایی که توسط IL-4 فعال سازی می‌شوند، اشاره دارد. در واقع ماکروفاژهای M1 دارای عملکرد پیش التهابی و سمیت سلولی (ضد توموری) هستند؛ ولی ماکروفاژهای M2 دارای فعالیت ضد التهابی (پیش توموری) هستند و باعث بهبود زخم می‌شوند. اخیراً مشخص شده که TAMها از نظر فنوتیپی به صورت طیفی می‌باشند و بهتر است که طبقه‌بندی جدیدی برای آن‌ها ارائه شود.

## اهمیت بالینی
در بسیاری از انواع تومورها، میزان ورود TAM به درون بافت سرطانی از نظر ارزش پیش آگهی مهم می‌باشد. TAMها در سرطان پستان، سرطان تخمدان، انواع گلیوما و لنفوم با پیش‌آگهی ضعیف مرتبط است و در سرطان روده بزرگ و معده با پیش‌آگهی خوب بیماری در ارتباط است.